# ID (軟體)
iD是一個用於編輯或建立開放街圖地理資料的自由線上編輯器，以JavaScript編寫並於2013年釋出。其設計目標為簡單且有高易用性，並在開放街圖的主要頁面上作為預設的編輯器。

## 使用
iD的功能包含了選擇自訂的空照圖與對Mapillary的原生支援。
iD也有一些特殊用途的分支版本：
- Strava Slide，其可以很容易地最佳化路徑來符合Strava（英语：Strava）使用者所收集的GPS軌跡。
- iD-indoor，其特別為室內製圖設計。
- Mapeo，供遠端環境中離線製圖使用的實驗性編輯器[3][4]。
- RapiD，由Facebook開發，用於校閱並新增專有的Facebook演算法所偵測到的道路。

## 名稱
會選擇iD當作名稱與JavaScript中的getElementById有關，同時也包含了iPad與Système D，並同時讚揚了雪铁龙iD車款。其發音也比Potlatch容易。

## 技術背景
這個編輯器原先是以JavaScript重新實作Potlatch 2架構，並重新設計使用者介面。其唯一的重大內部變更是從基於XML的標籤集轉換為基於JSON的架構。 
雖然初期版本是基於Dojo框架，不過iD現在是使用D3.js函式庫來顯示，其主要的顯示模式是SVG。它的核心架構為模組化設計，並易於在其他基於JavaScript的開放街圖工具中使用。

## 外部資料
- 官方首頁（页面存档备份，存于）
- iD在開放街圖Wiki上的頁面（页面存档备份，存于）